# Gerald Gahima
Gerald Gahima és un jutge a la Cambra de Crims de Guerra del Tribunal de Bòsnia i Hercegovina i una figura destacada del Congrés Nacional de Ruanda, un grup polític establert en 2010 que representa l'oposició exiliada al govern de Ruanda del president Paul Kagame.
Des de 1996, va ser conseller principal del Ministeri de Justícia. Més endavant es va convertir en Fiscal General de Ruanda. Gahima ha estat exiliat després de caure en desgràcia davant Kagame, i recentment ha estat sentenciat a 20 anys de presó per un tribunal ruandès sota càrrecs que han estat motivats políticament. Ha estat membre del United States Institute for Peace des de 2006-2007. És autor de Transitional Justice in Rwanda: Accountability for Atrocity publicat per Routledge en 2013, en qui descriu la seva experiència en el sistema de justícia de Ruanda assessorant al Tribunal Penal Internacional per a Ruanda, els judicis de genocidi, i gacaca.